# Beliș (okręg Kluż)
Beliș – wieś w Rumunii, w okręgu Kluż, w gminie Beliș. W 2011 roku liczyła 517 mieszkańców.